# Nicolas Esquillan
Nicolas Esquillan (Fontainebleau, 27 de agosto de 1902 – Neuilly-sur-Seine, 21 de janeiro de 1989) foi um engenheiro civil francês.
Esquillan estudou engenharia civil na École nationale supérieure d’arts et métiers em Châlons-en-Champagne com o diploma em 1922. Depois trabalhou no escritório de engenharia de Simon Boussiron. Em 1932 foi contratado para a construção da Pont de La Roche-Guyon. A ponte suspensa sobre o Sena em La Roche-Guyon existiu de 1840 a 1914 e foi demolida. Depois havia apenas uma conexão de balsa, até a ponte de concreto de arco ser aberta em 1935. Ela foi explodida durante a retirada dos franceses antes da invasão alemã em 1940 e não foi reconstruído novamente. Com cerca de 160 m de extensão, foi um recorde de pontes de concreto na época.

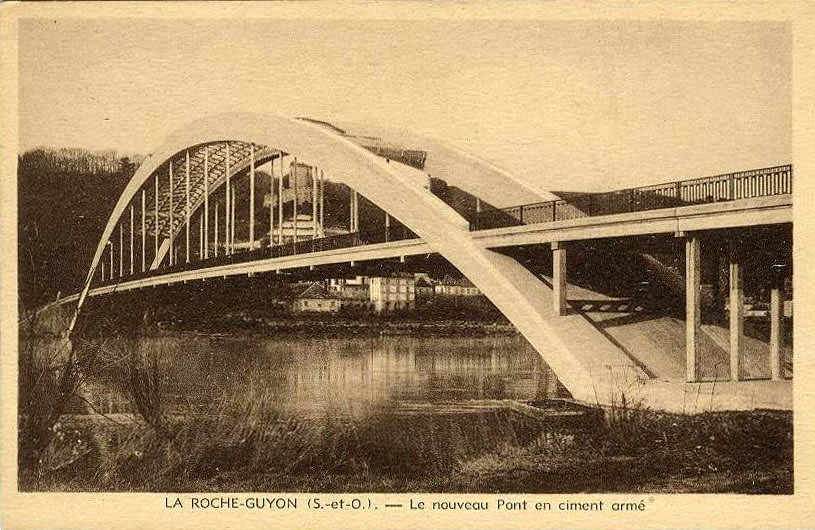
Segunda ponte de La Roche-Guyon, 1935–1940

Em 1936 tornou-se engenheiro sênior e diretor em 1941 (Directeur technique de l'Entreprise), onde permaneceu até 1971.
Recebeu a Medalha Freyssinet de 1970 e o Prêmio Internacional de Mérito em Engenharia Estrutural de 1980.